# ألان كوربيت
ألان كوربيت (بالإنجليزية: Alan Corbett)‏ هو سياسي أسترالي، ولد في 6 أبريل 1954. انتخب عضو المجلس التشريعي نيو ساوث ويلز (25 مارس 1995 – 28 فبراير 2003).